# Спокойной ночи, сестричка!
«Спокойной ночи, сестричка!» (англ. Good Night, Nurse!) — американская короткометражная кинокомедия Роско Арбакла 1918 года, с Бастером Китоном и Роско Арбаклом в главных ролях.

## Сюжет
Устав от алкоголизма мужа и прочитав объявление в газете, жена Фэтти тянет его в клинику на операцию, чтобы избавиться от его зависимости. Но как только они прибывают на место, он начинает убегать.

## В ролях
- Роско «Толстяк» Арбакл — Фэтти
- Бастер Китон — врач Гамптон
- Эл Сент-Джон — помощник хирурга
- Элис Лейк — бешеная женщина
- Кейт Прайс — медсестра
- Джо Китон — человек в бинтах
- Джо Бордо